# Eric Lichaj
Eric Joseph Lichaj (* 17. November 1988 in Downers Grove, Illinois) ist ein US-amerikanischer Fußballspieler. Lichaj stand bis zu seiner Vertragsauflösung im Januar 2021 beim türkischen Erstligisten Fatih Karagümrük SK unter Vertrag.
Aufgrund der Herkunft seiner Eltern ist er auch im Besitz der polnischen Staatsangehörigkeit.

## Karriere

### Verein
Seine Eltern Stan und Ann Lichaj sind polnischer Abstammung. Lichaj spielte in der IMG Soccer Academy und ein Jahr bei den North Carolina Tar Heels, der Mannschaft von der University of North Carolina. Außerdem stand er bei vier Spielen für Chicago Fire Premier in der USL Premier Development League auf dem Platz.
Im Jahr 2007 unterschrieb er einen Vertrag beim englischen Verein Aston Villa. Lichaj benötigte keine Arbeitserlaubnis, da er auch einen polnischen Pass besaß und somit keinen Nicht-EU-Ausländerplatz belegte. Allerdings spielte er in den ersten zwei Jahren nur in der Reservemannschaft. Beim Peace Cup 2009 machte er das erste Mal auf sich aufmerksam; Aston Villa gewann den Wettbewerb. Da er sonst keine Spielerfahrung sammeln konnte, wurde er im Oktober 2009 bis zum Ende des Jahres in die Football League Two an Lincoln City F.C. ausgeliehen. Nach dem Ende der Leihfrist wurde er während der Saison ein zweites Mal verliehen, dieses Mal im März 2010 an Leyton Orient. Bei diesem Verein erzielte er am 17. April 2010 gegen Stockport County sein erstes Tor.
Nach Ende der Saison kehrte er wieder zu Aston Villa zurück. Am 19. Juli erzielte er im Testspiel gegen Peterborough United sein erstes Tor für Villa. Nach einer erfolgreichen Vorbereitung unterschrieb Lichaj am 11. August einen neuen Dreijahresvertrag. Am 19. August absolvierte er im Rahmen der UEFA-Europa-League-Qualifikation gegen den SK Rapid Wien sein erstes Pflichtspiel. Allerdings musste er bis zum 10. November warten, bis er gegen den FC Blackpool sein erstes Premier-League-Spiel bestreiten durfte.
Am 9. Februar 2011 wurde er für einen Monat an Leeds United ausgeliehen. Sein Debüt gab er wenig später in einem Ligaspiel gegen Bristol City. Am 14. März dehnte Aston Villa seine Leihfrist auf den Rest der Saison aus. In einem Spiel gegen den Rivalen Sheffield United erzielte er ein Eigentor. Nach insgesamt 16 Ligaeinsätzen absolvierte Lichaj sein letztes Spiel für Leeds am 9. Mai gegen die Queens Park Rangers. Später wurde auf der Webseite von Leeds United angekündigt, dass er am Ende der Leihfrist zu Aston Villa zurückkehren werde. Im Juli setzte sich Leeds-Trainer Simon Grayson dafür ein, Lichaj nochmals als Leihgabe zu verpflichten. Doch dieses Leihgeschäft kam nicht zustande und so kam Lichaj zu mehreren Einsätzen in der Premier League und erzielte auch einen Treffer im League Cup gegen Hereford United und in der Premier League bei der 2:4-Niederlage gegen den FC Chelsea am 31. März 2012.
Am 19. Juni 2013 unterschrieb Lichaj einen Zwei-Jahres-Vertrag bei Nottingham Forest. Er debütierte am 3. August beim 1:0-Sieg gegen Huddersfield Town. In der Spielzeit 2013/14 absolvierte er 24 Liga- sowie zwei FA-Cup-Spiele, ohne Torerfolg.

### Nationalmannschaft
Lichaj spielte für diverse Jugendnationalmannschaften und sollte für die Junioren-Fußballweltmeisterschaft 2005 in Peru nominiert werden, jedoch sagte er wegen einer Verletzung kurzfristig ab.
Im Juni 2009 nahm er als Gastspieler beim einwöchigen Trainingslager der Fußballnationalmannschaft der Vereinigten Staaten in Miami teil, mit der er sich auf die WM-Qualifikationsspiele gegen Costa Rica und Honduras vorbereitete. Am 12. Oktober 2010 gab er sein Debüt in der US-amerikanischen Fußballnationalmannschaft gegen Kolumbien. Im Frühjahr 2011 wurde für den Kader des CONCACAF Gold Cups 2011 nominiert, bei dem er vier Spiele absolvierte.

## Erfolge
- Peace Cup: 2009